# Ann Niesink
Ann Niesink   (Amsterdam, 28 d'octubre de 1918 - Amsterdam, 25 de juliol de 2010) va ser una atleta neerlandesa, especialista en el llançament de disc i pes, que va competir entre les dècades de 1930 i 1950.
El 1936 va prendre part en els Jocs Olímpics de Berlín, on fou setena en la prova del llançament de disc del programa d'atletisme. El 1948, un cop finalitzada la Segona Guerra Mundial, als Jocs de Londres, va disputar dues proves del programa d'atletisme. Fou sisena en el llançament de disc, mentre en el llançament de pes quedà eliminada en sèries.
En el seu palmarès destaca una medalla de plata al Campionat d'Europa d'atletisme de 1946, rere la soviètica Nina Dumbadze, així com set títols nacionals de pes i no menys de catorze de disc. En ambdues proves millorà diverses vegades el rècord nacional.

## Millors marques
- Llançament de pes. 12,40 metres (1944)
- Llançament de disc. 43,63 metres (1958)[1][4]